# Hrabstwo Roane (Wirginia Zachodnia)
Hrabstwo Roane (ang. Roane County) – hrabstwo w stanie Wirginia Zachodnia w Stanach Zjednoczonych. Obszar całkowity hrabstwa obejmuje powierzchnię 483,75 mil² (1252,91 km²). Według szacunków United States Census Bureau w roku 2010 miało 14 926 mieszkańców.
Hrabstwo powstało w 1856 roku. 

## Miasta
- Reedy
- Spencer[4]

| Populacja hrabstwa w poprzednich latach | Populacja hrabstwa w poprzednich latach |
| Rok                                     | Liczba ludności                         |
| --------------------------------------- | --------------------------------------- |
| 1980                                    | 15 799                                  |
| 1990                                    | 15 120                                  |
| 2000                                    | 15 446                                  |
| 2010                                    | 14 926                                  |